# Sololá (ciudad)
Sololá es una ciudad de la República de Guatemala, y es también la cabecera departamental del Departamento de Sololá. Localizada a 137 km de la Ciudad de Guatemala, tiene una extensión de 94 kilómetros cuadrados y es uno de los destinos turísticos más visitados del país. El municipio de Sololá limita al norte con Totonicapán, Totonicapán y Chichicastenango, Quiché, al sur con el Lago de Atitlán, al este con Concepción y Panajachel municipios de Sololá, y al oeste con Santa Cruz La Laguna, San José Chacayá y Nahualá municipios de Sololá. 
Luego de la Independencia de Centroamérica fue uno de los municipios originales y cabecera del extenso departamento de Sololá; y en 1838 pasó a formar parte del efímero Estado de Los Altos hasta que este fue reincorporado al Estado de Guatemala por el general conservador Rafael Carrera en 1840.  Sin embargo, luego de la Reforma Liberal de 1871, el 12 de agosto de 1872 el gobierno de facto del presidente provisorio Miguel García Granados creó el departamento de Quiché removiendo para ello una gran parte del territorio de Sololá, por lo que aunque la villa de Sololá ha seguido siendo la cabecera del departamento, su relevancia política disminuyó considerablemente.
La cabecera municipal se vio seriamente afectada por el terremoto de San Perfecto en 1902.
Su clima es frío y su fiesta titular se celebra el 15 de agosto dedicada a la Asunción de la Virgen María. Durante esta fiesta se celebra también el Nim Akij Sololá, que en kakchiquel significa «Día Grande de Sololá». Sololá fue fundada el 30 de octubre de 1547 pero fue hasta el 30 de octubre de 1924 que se elevó a la categoría de ciudad, gracias a un acuerdo gubernativo.

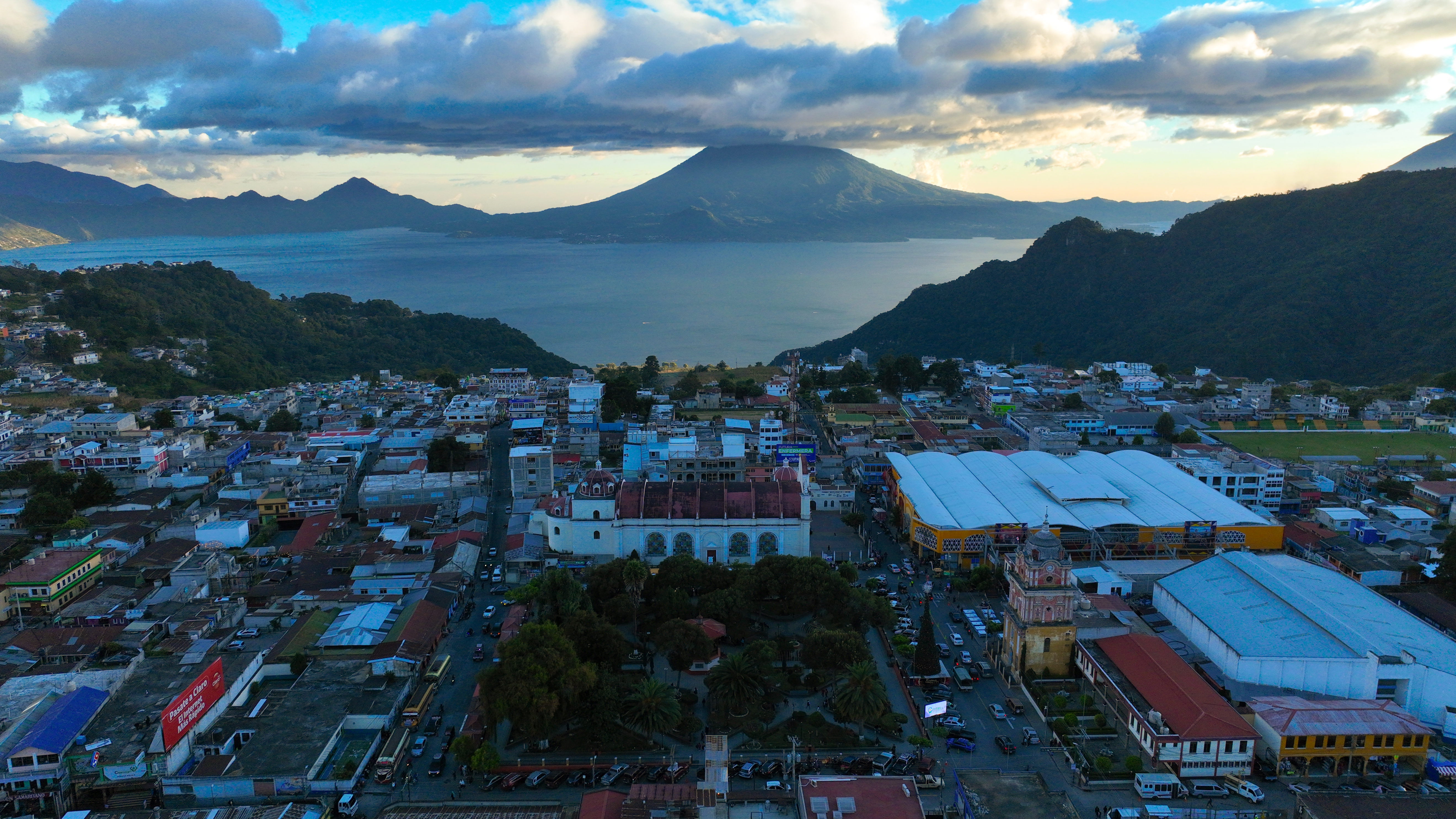
Parque central de Sololá, al fondo se observa el Lago de Atitlán

## Geografía física

### Clima
La cabecera municipal y departamental de Sololá tiene clima templado, en su mayoría de veces muy frío ya que se encuentra localizado en un lugar alto  ( Clasificación de Köppen: Cwb).
| Parámetros climáticos promedio de Sololá | Parámetros climáticos promedio de Sololá | Parámetros climáticos promedio de Sololá | Parámetros climáticos promedio de Sololá | Parámetros climáticos promedio de Sololá | Parámetros climáticos promedio de Sololá | Parámetros climáticos promedio de Sololá | Parámetros climáticos promedio de Sololá | Parámetros climáticos promedio de Sololá | Parámetros climáticos promedio de Sololá | Parámetros climáticos promedio de Sololá | Parámetros climáticos promedio de Sololá | Parámetros climáticos promedio de Sololá | Parámetros climáticos promedio de Sololá |
| Mes                                      | Ene.                                     | Feb.                                     | Mar.                                     | Abr.                                     | May.                                     | Jun.                                     | Jul.                                     | Ago.                                     | Sep.                                     | Oct.                                     | Nov.                                     | Dic.                                     | Anual                                    |
| ---------------------------------------- | ---------------------------------------- | ---------------------------------------- | ---------------------------------------- | ---------------------------------------- | ---------------------------------------- | ---------------------------------------- | ---------------------------------------- | ---------------------------------------- | ---------------------------------------- | ---------------------------------------- | ---------------------------------------- | ---------------------------------------- | ---------------------------------------- |
| Temp. máx. media (°C)                    | 20.2                                     | 21.0                                     | 22.3                                     | 23.2                                     | 22.8                                     | 21.0                                     | 21.4                                     | 21.9                                     | 21.2                                     | 20.9                                     | 20.8                                     | 20.1                                     | 21.4                                     |
| Temp. media (°C)                         | 13.8                                     | 14.3                                     | 15.5                                     | 16.9                                     | 17.5                                     | 16.6                                     | 16.7                                     | 16.6                                     | 16.4                                     | 16.0                                     | 14.9                                     | 13.9                                     | 15.8                                     |
| Temp. mín. media (°C)                    | 7.4                                      | 7.6                                      | 8.7                                      | 10.6                                     | 12.2                                     | 12.3                                     | 12.0                                     | 11.3                                     | 11.6                                     | 11.2                                     | 9.1                                      | 7.8                                      | 10.2                                     |
| Precipitación total (mm)                 | 0                                        | 2                                        | 5                                        | 23                                       | 76                                       | 269                                      | 243                                      | 258                                      | 401                                      | 160                                      | 34                                       | 1                                        | 1472                                     |
| Fuente: Climate-Data.org                 |                                          |                                          |                                          |                                          |                                          |                                          |                                          |                                          |                                          |                                          |                                          |                                          |                                          |

### Ubicación geográfica
Sus colindancias son:
- Norte: Totonicapán municipio de Totonicapán y Chichicastenango, municipio del departamento de Quiché
- Sur: Lago de Atitlán
- Este: Concepción y Panajachel municipios del departamento de Sololá
- Oeste: Santa Cruz La Laguna, San José Chacayá y Nahualá, municipios del departamento de Sololá[9]

|                                                      | Norte: Totonicapán Chichicastenango |                             |
| Oeste: Santa Cruz La Laguna San José Chacayá Nahualá |                                     | Este: Concepción Panajachel |
|                                                      | Sur: Lago de Atitlán                |                             |

## Gobierno municipal
Los municipios se encuentran regulados en diversas leyes de la República, que establecen su forma de organización, lo relativo a la conformación de sus órganos administrativos y los tributos destinados para los mismos.  Aunque se trata de entidades autónomas, se encuentran sujetos a la legislación nacional y las principales leyes que los rigen desde 1985 son:
| N.º | Ley                                                | Descripción |
| --- | -------------------------------------------------- | --- |
| 1   | Constitución Política de la República de Guatemala | Tiene una regulación legal específica para los municipios en los artículos 253 al 262. |
| 2   | Ley Electoral y de Partidos Políticos              | Ley de carácter constitucional aplicable a los municipios en el tema de la conformación de sus autoridades electas. |
| 3   | Código Municipal                                   | Decreto 12-2002 del Congreso de la República de Guatemala. Tiene la categoría de ley ordinaria y contiene preceptos generales aplicables a todos los municipios, e inclusive contiene legislación referente a la creación de los municipios.             |
| 4   | Ley de Servicio Municipal                          | Decreto 1-87 del Congreso de la República de Guatemala. Regula las relaciones entra la municipalidad y los servidores públicos en materia laboral. Tiene su base constitucional en el artículo 262 de la constitución que ordena la emisión de la misma. |
| 5   | Ley General de Descentralización                   | Decreto 14-2002 del Congreso de la República de Guatemala. Regula el deber constitucional del Estado, y por ende del municipio, de promover y aplicar la descentralización y desconcentración económica y administrativa.                                |

El gobierno de los municipios está a cargo de un Concejo Municipal mientras que el código municipal —ley ordinaria que contiene disposiciones que se aplican a todos los municipios— establece que «el concejo municipal es el órgano colegiado superior de deliberación y de decisión de los asuntos municipales […] y tiene su sede en la circunscripción de la cabecera municipal»; el artículo 33 del mencionado código establece que «[le] corresponde con exclusividad al concejo municipal el ejercicio del gobierno del municipio».
El concejo municipal se integra con el alcalde, los síndicos y concejales, electos directamente por sufragio universal y secreto para un período de cuatro años, pudiendo ser reelectos.
Existen también las Alcaldías Auxiliares, los Comités Comunitarios de Desarrollo (COCODE), el Comité Municipal del Desarrollo (COMUDE), las asociaciones culturales y las comisiones de trabajo. Los alcaldes auxiliares son elegidos por las comunidades de acuerdo a sus principios y tradiciones, y se reúnen con el alcalde municipal el primer domingo de cada mes, mientras que los Comités Comunitarios de Desarrollo y el Comité Municipal de Desarrollo organizan y facilitan la participación de las comunidades priorizando necesidades y problemas.
Los alcaldes que ha habido en el municipio son:
- 2012-2020: Andrés Lisandro Iboy[11][2]
- 2021-2024: Carlos Humberto Guarquez Ajiquichi[11][2]

## Historia

### Tras la Independencia de Centroamérica
El Estado de Guatemala fue definido de la siguiente forma por la Asamblea Constituyente de dicho estado que emitió la constitución del mismo el 11 de octubre de 1825: «el estado conservará la denominación de Estado de Guatemala y lo forman los pueblos de Guatemala, reunidos en un solo cuerpo.  El estado de Guatemala es soberano, independiente y libre en su gobierno y administración interior.»
Sololá fue uno de los municipios originales del Estado de Guatemala en 1825; era cabecera del departamento de Sololá/Suchitepéquez y que incluía a Joyabaj, Quiché, Atitlán, Suchitepéquez y Cuyotenango.
También se dividió al Estado en once distritos para la impartición de justicia, y Sololá fue sede del circuito del mismo nombre en el Distrito N.º7 (Sololá), el cual incluía también a Concepción, San Andrés, Panajachel, Santa Catarina Palopó, San Antonio Palopó, San Jorge, Santa Cruz, Santa Lucía Utatlán, Santa Catarina Istaguacán y Argueta.

### El efímero Estado de Los Altos

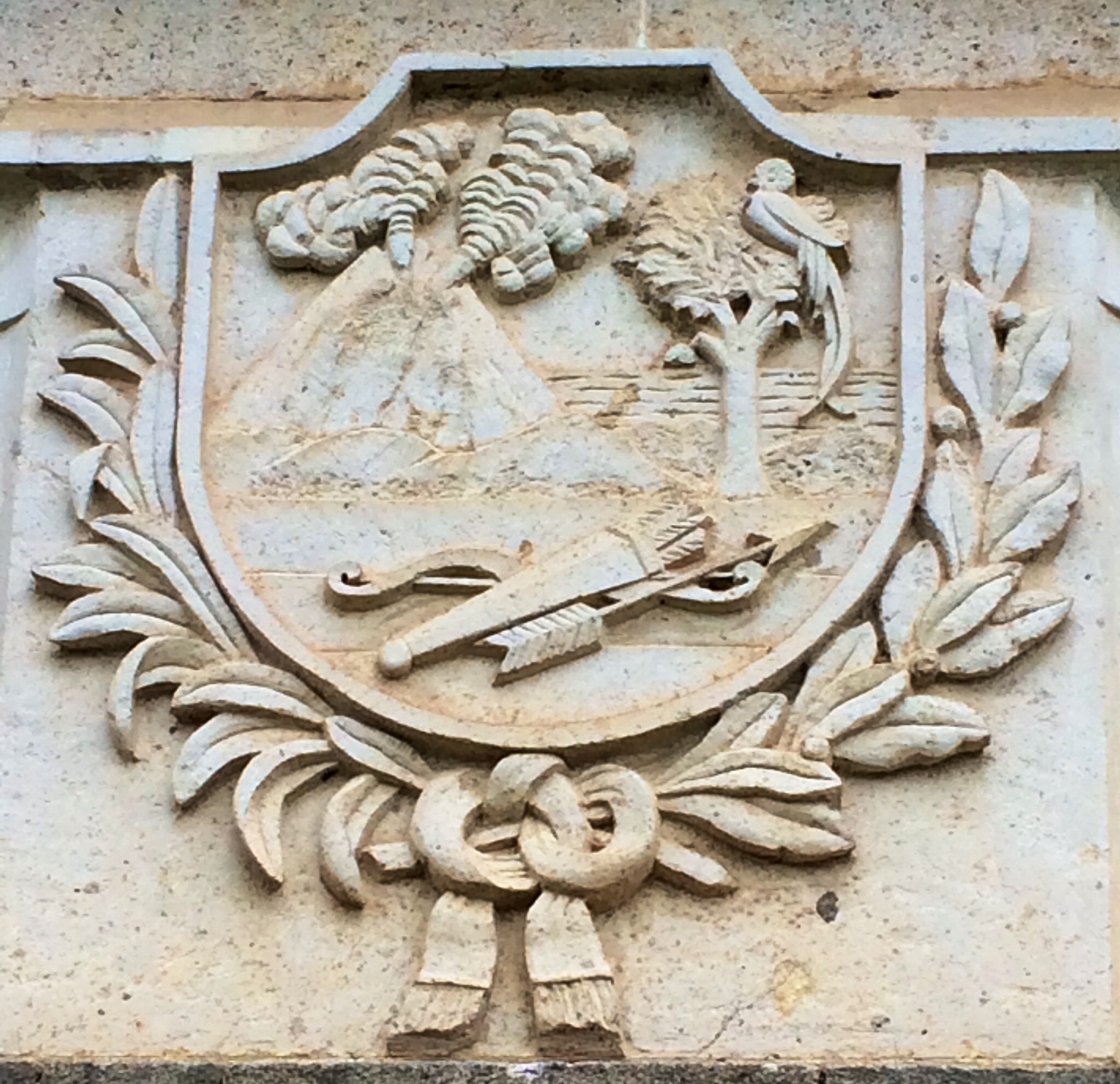
Escudo del Estado de los Altos

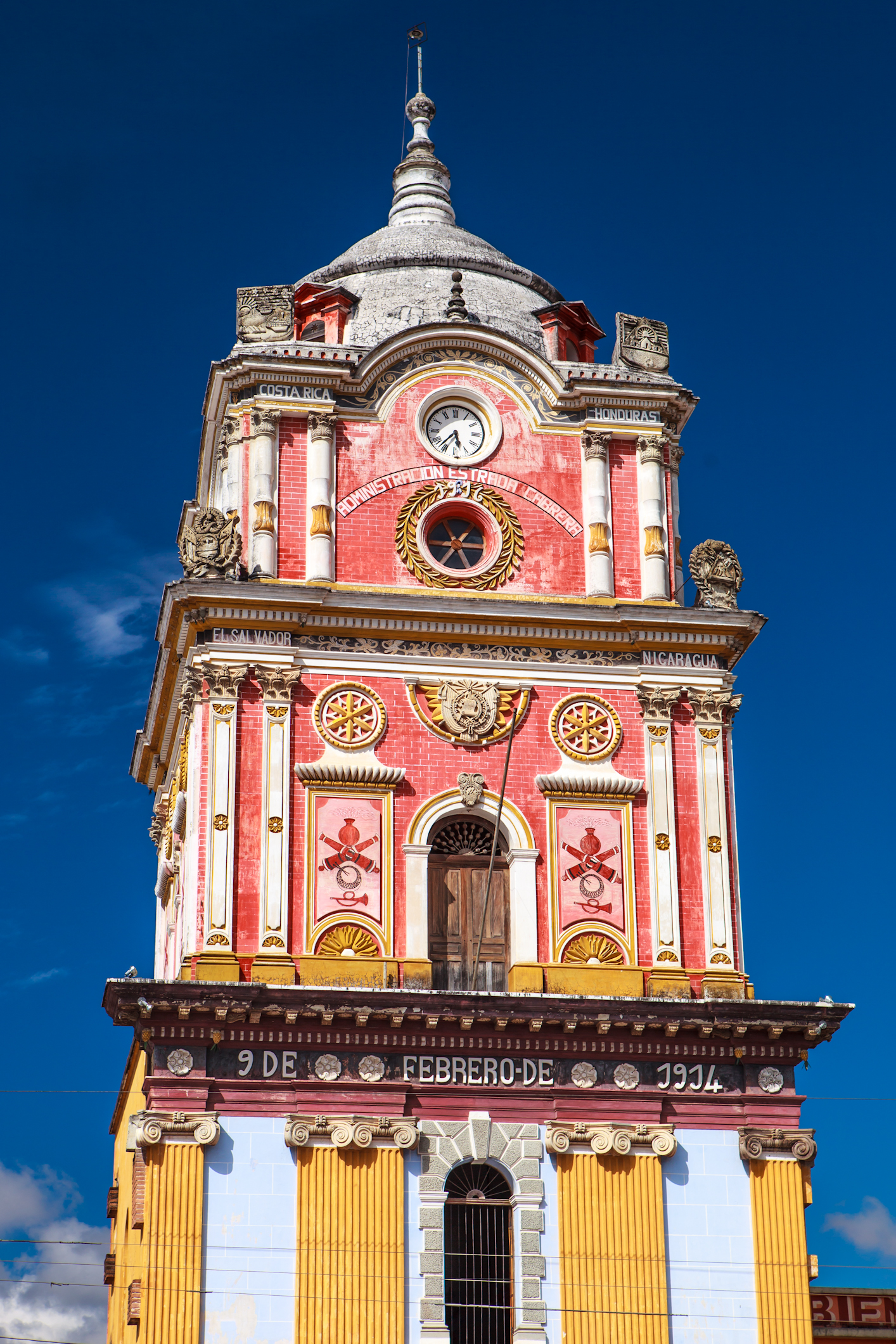
Torre centenaria de Sololá, en 2012. La torre fue construida en 1914, durante el gobierno de licenciado Manuel Estrada Cabrera.

A partir dl 3 de abril de 1838, el poblado de Sololá fue parte de la región que formó el efímero Estado de Los Altos, el cual fue autorizado por el Congreso de la República Federal de Centro América el 25 de diciembre de ese año forzando a que el Estado de Guatemala se reorganizara en siete departamentos y dos distritos independientes el 12 de septiembre de 1839:
- Departamentos: Chimaltenango, Chiquimula, Escuintla, Guatemala, Mita, Sacatepéquez, y Verapaz
- Distritos: Izabal y Petén[4]

La región occidental de la actual Guatemala había mostrado intenciones de obtener mayor autonomía con respecto a las autoridades de la ciudad de Guatemala desde la época colonial, pues los criollos de la localidad consideraban que los criollos capitalinos que tenían el monopolio comercial con España no les daban un trato justo. Así, su representante en las Cortes de Cádiz solicitó la creación de una intendencia en Los Altos, gobernada por autoridades propias. La Independencia de Centroamérica canceló esta posibilidad, pero el separatismo de los altenses perduró. Tras la disolución del Primer Imperio Mexicano y la consecuente separación de las Provincias Unidas del Centro de América, Los Altos continuó buscando su separación de Guatemala. Hubo dos condiciones que fueron favorables a las pretensiones de la élite criolla altense: la creación de un marco legal en la constitución centroamericana para la formación de nuevos estados dentro del territorio de la república y la llegada al gobierno de los federalistas liberales, encabezados por Francisco Morazán.  El área de Los Altos estaba poblada mayoritariamente por indígenas, quienes habían mantenido sus tradiciones ancestrales y sus tierras en el frío altiplano del oeste guatemalteco. Durante toda la época colonial habían existido revueltas en contra del gobierno español. Luego de la independencia, los mestizos y criollos locales favorecieron al partido liberal, en tanto que la mayoría indígena era partidaria de la Iglesia Católica y, por ende, conservadora.
Las revueltas indígenas en el Estado de Los Altos fueron constantes y alcanzaron su punto crítico el 1.º de octubre de 1839, en Santa Catarina Ixtahuacán, Sololá, cuando tropas altenses reprimieron una sublevación y mataron a cuarenta vecinos. Encolerizados, los indígenas acudieron al caudillo conservador Rafael Carrera, en busca de protección. Por otra parte, en octubre de 1839 la tensión comercial entre Guatemala y Los Altos dio paso a movimientos militares; hubo rumores de que el general Agustín Guzmán -militar mexicano que estaba al mando de las Fuerzas Armadas de Los Altos- estaba organizando un ejército en Sololá con la intención de invadir Guatemala, lo que puso a ésta en máxima alerta.
Tras algunas escaramuzas, los ejércitos se enfrentaron en Sololá el 25 de enero de 1840; Carrera venció a las fuerzas del general Agustín Guzmán e incluso apresó a éste mientras que el general Doroteo Monterrosa venció a las fuerzas altenses del coronel Antonio Corzo el 28 de enero.  El gobierno quetzalteco colapsó entonces, pues aparte de las derrotas militares, los poblados indígenas abrazaron la causa conservadora de inmediato; al entrar a Quetzaltenango al frente de dos mil hombres, Carrera fue recibido por una gran multitud que lo saludaba como su «libertador».
Carrera impuso un régimen duro y hostil para los liberales altenses, pero bondadoso para los indígenas de la región —derogando el impuesto personal— y para los eclesiásticos restituyendo los privilegios de la religión católica; llamando a todos los miembros del cabildo criollo les dijo tajantemente que se portaba bondadoso con ellos por ser la primera vez que lo desafiaban, pero que no tendría piedad si había una segunda vez. El general Guzmán, y el jefe del Estado de Los Altos, Marcelo Molina, fueron enviados a la capital de Guatemala, en donde fueron exhibidos como trofeos de guerra durante un destile triunfal el 17 de febrero de 1840; en el caso de Guzmán, engrilletado, con heridas aún sangrantes, y montado en una mula. El 26 de febrero de 1840 el gobierno de Guatemala colocó a Los Altos bajo su autoridad y el 13 de agosto nombró al corregidor de la región, el cual servía también como comandante general del ejército y superintendente.

### Tras la Reforma Liberal de 1871
El área que comprende el moderno departamento de Quiché estaba distribuida hasta 1872 entre los departamentos de Sololá y Totonicapán;  tras la Reforma Liberal de 1871, el presidente de facto provisiorio Miguel García Granados dispuso crear el departamento de Quiché para mejorar la administración territorial de la República, reduciendo así considerablemente la importancia de la villa de Sololá, que aunque siguió siendo cabecera, su extensión territorial fue mucho menor. El texto del decreto es el siguiente:
| Decreto N.º 72 Considerando, que la grande extensión que hoy tienen los Departamentos de Sololá y Totonicapán hace ineficaz la acción de las autoridades, y que es conveniente para remediar este mal y atender al mejor servicio público de aquellos pueblos, la creación de un nuevo Departamento, tengo a bien decretar y DECRETO: 1. Se establece un nuevo Departamento, que denominará Quiché, cuya cabecera es la villa de este nombre. 2. Componen este departamento loas poblaciones siguientes: Joyabaj, Lemoa, Chichicastenango, Chinic, Chiché, San Pedro Jocopilas, San Andrés Joyabajá, Cunem, San Miguel Uspantán, Cotzal, Chujuyup, Patzité, San Bartolo Jocotenango, Sacapulas, Nebaj, Chajul, Caniyá y Sacualpa. 3. En consecuencia, el Departamento de Sololá queda con los pueblos siguientes: villa de Sololá, cabecera, San José Chacallá, San Andrés Semetabaj, Concepción, Panajachel, San Jorge, Santa Cruz, Santa Lucía Utatlán, Santa Clara, Santa Bárbara, San Juan de los Leprosos, Visitación, San Pedro, San Juan, an Pablo, San Marcos, Atitlán, San Lucas Tolimán, San Antonio Palopó, Santa Catarina Palopó y Patulul. 4. El Departamento de Totonicapán se compone de los pueblos siguientes: Totonicapam, ciudad cabecera, San Cristóbal, San Andrés Xecul, San Francisco El Alto, San Carlos Sija, San Antonio Sija, San Bartolo Agua Caliente, Calel, Momostenango, Santa María Chiquimula, San Antonio Ilotenango, Nagualá, Santa Catarina Ixtahuacán y Santo Tomás Perdido, en la costa de Suchitepéquez. Dado en Guatemala, a doce de agosto de mil ochocientos setenta y dos, —Miguel García Granados Secretario del Interior, Gobernación y Negocios Eclesiásticos: Marco Aurelio Soto. Tomado de: Recopilación: Las leyes emitidas por el gobierno democrático de la República de Guatemala, 1871-1881. |

### Terremoto de San Perfecto
El terremoto de San Perfecto ocurrió el 18 de abril de 1902 por la noche y tuvo una magnitud estimada de Mw 7,5 en el departamento de Quetzaltenango. El terremoto tuvo una duración de uno hasta dos minutos y fue precedido de varios sismos premonitores y seguido de muchas réplicas. Entre ochocientas y novencientas personas fallecieron por el terremoto y hubo daños materiales importantes en la extensa zona afectada. Todas las iglesias en el oeste de Guatemala y el este de Chiapas sufrieron daños severos o fueron destruidas.  El ingeniero alemán Edwin Rockstroh, catedrático de ciencias y matemática en el entonces prestigioso Instituto Nacional Central para Varones de la ciudad de Guatemala escribió un artículo técnico sobre el terremoto en la revista Nature.
Sololá quedó sumamente dañada, y el gobierno del presidente Manuel Estrada Cabrera exoneró a los vecinos del pago para la contribución de caminos durante cinco años, elevó el salario de los mozos a seis reales el jornal y otorgó veinte mil pesos para ayudar a la municipalidad a reconstruir sus edificios administrativos por un decreto gubernativo del 14 de junio de 1902.

## Ciudadanos ilustres
- Epaminondas Quintana
- E. Antonio Romero
- Olga Margoth Recinos

## Otras cabeceras departamentales
| Departamento | Cabecera       | Departamento  | Cabecera              | Departamento  | Cabecera      | Departamento   | Cabecera       |
| ------------ | -------------- | ------------- | --------------------- | ------------- | ------------- | -------------- | -------------- |
| Alta Verapaz | Cobán          | Baja Verapaz  | Salamá                | Chimaltenango | Chimaltenango | Chiquimula     | Chiquimula     |
| El Progreso  | Guastatoya     | Quiché        | Santa Cruz del Quiché | Escuintla     | Escuintla     | Huehuetenango  | Huehuetenango  |
| Izabal       | Puerto Barrios | Jalapa        | Jalapa                | Petén         | Flores        | Quetzaltenango | Quetzaltenango |
| Retalhuleu   | Retalhuleu     | Sacatepéquez  | Antigua Guatemala     | San Marcos    | San Marcos    | Santa Rosa     | Cuilapa        |
| Jutiapa      | Jutiapa        | Suchitepéquez | Mazatenango           | Totonicapán   | Totonicapán   | Zacapa         | Zacapa         |